# Přestanice
Přestanice (německy Pschestanitz, Sprestanitz) jsou malá vesnice, část obce Hlavňovice v okrese Klatovy v Plzeňském kraji. Leží na úpatí vrchu Borek v nadmořské výšce 670 metrů. Přestanice jsou také název katastrálního území o výměře 11,04 km².
V minulosti, okolo roku 1400, zde stála středověká tvrz a ratejna (místnost, kde žili nájemníci). Je odtud výhled na Svatobor a na místní Přestanický rybník. Nachází se zde ještě JZD a kravín, který již nefunguje. Každý rok se u rybníčku na návsi pořádají různé společenské akce.

## Historie
První písemná zmínka o vesnici pochází z roku 1290.

## Obyvatelstvo
| Rok            | 1869 | 1880 | 1890 | 1900 | 1910 | 1921 | 1930 | 1950 | 1961 | 1970 | 1980 | 1991 | 2001 | 2011 | 2021 |
| -------------- | ---- | ---- | ---- | ---- | ---- | ---- | ---- | ---- | ---- | ---- | ---- | ---- | ---- | ---- | ---- |
| Počet obyvatel | 129  | 101  | 99   | 87   | 88   | 97   | 119  | 70   | 73   | 68   | 54   | 38   | 32   | 32   | 22   |
| Počet domů     | 15   | 15   | 15   | 15   | 16   | 15   | 16   | 20   | 20   | 16   | 15   | 16   | 16   | 17   | 17   |

## Obecní správa
Při sčítání lidu v letech 1850–1949 Přestanice byly osadou obce Milínov v okrese Sušice. V letech 1950–1959 byly samostatnou obcí v okrese Sušice. Od roku 1960 jsou částí obce Hlavňovice v okrese Klatovy. V letech 1950–1959 k obci patřily Cihelna, Horní Staňkov, Milínov a Radostice.

## Galerie

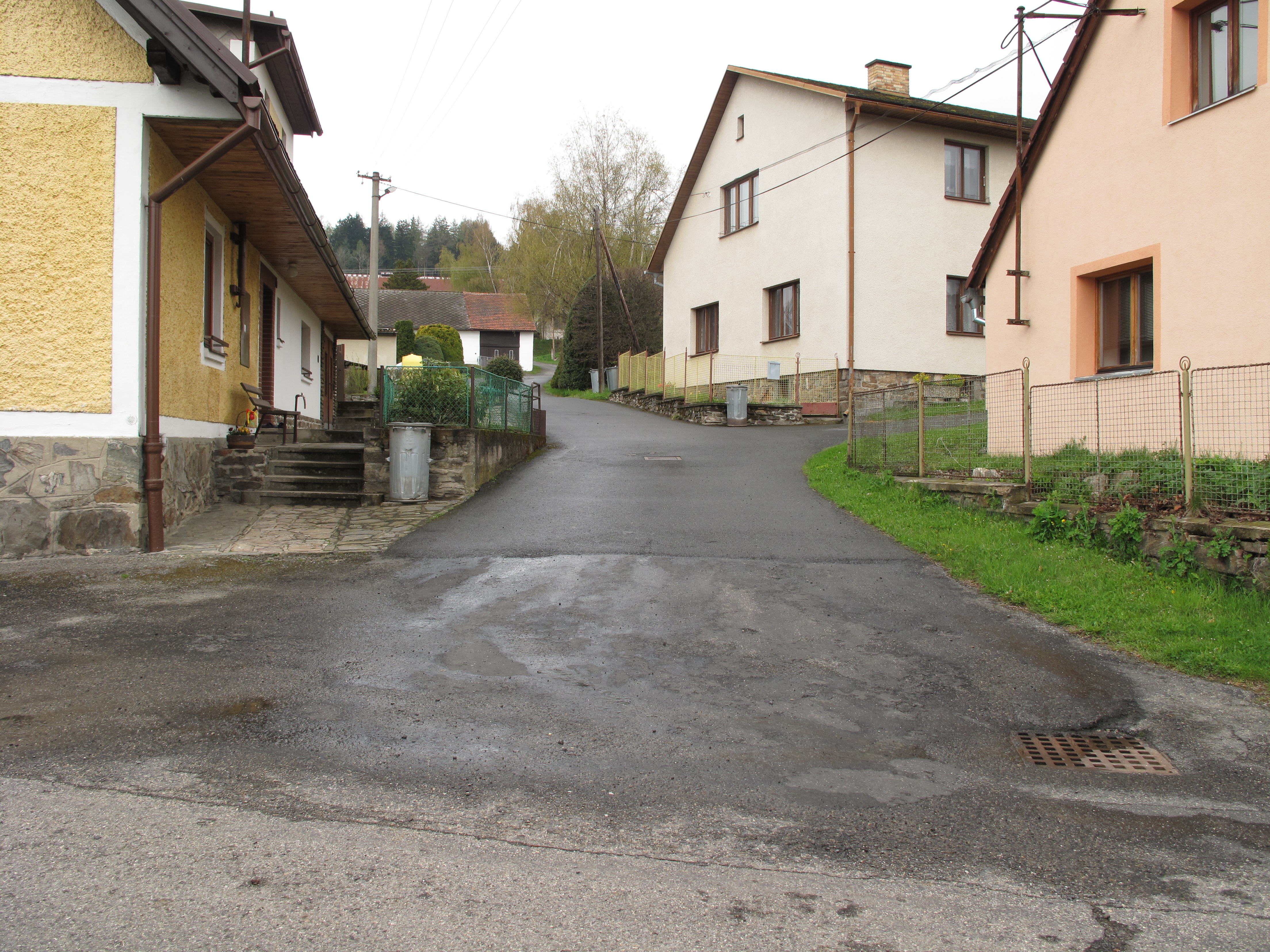
Boční ulice a domy
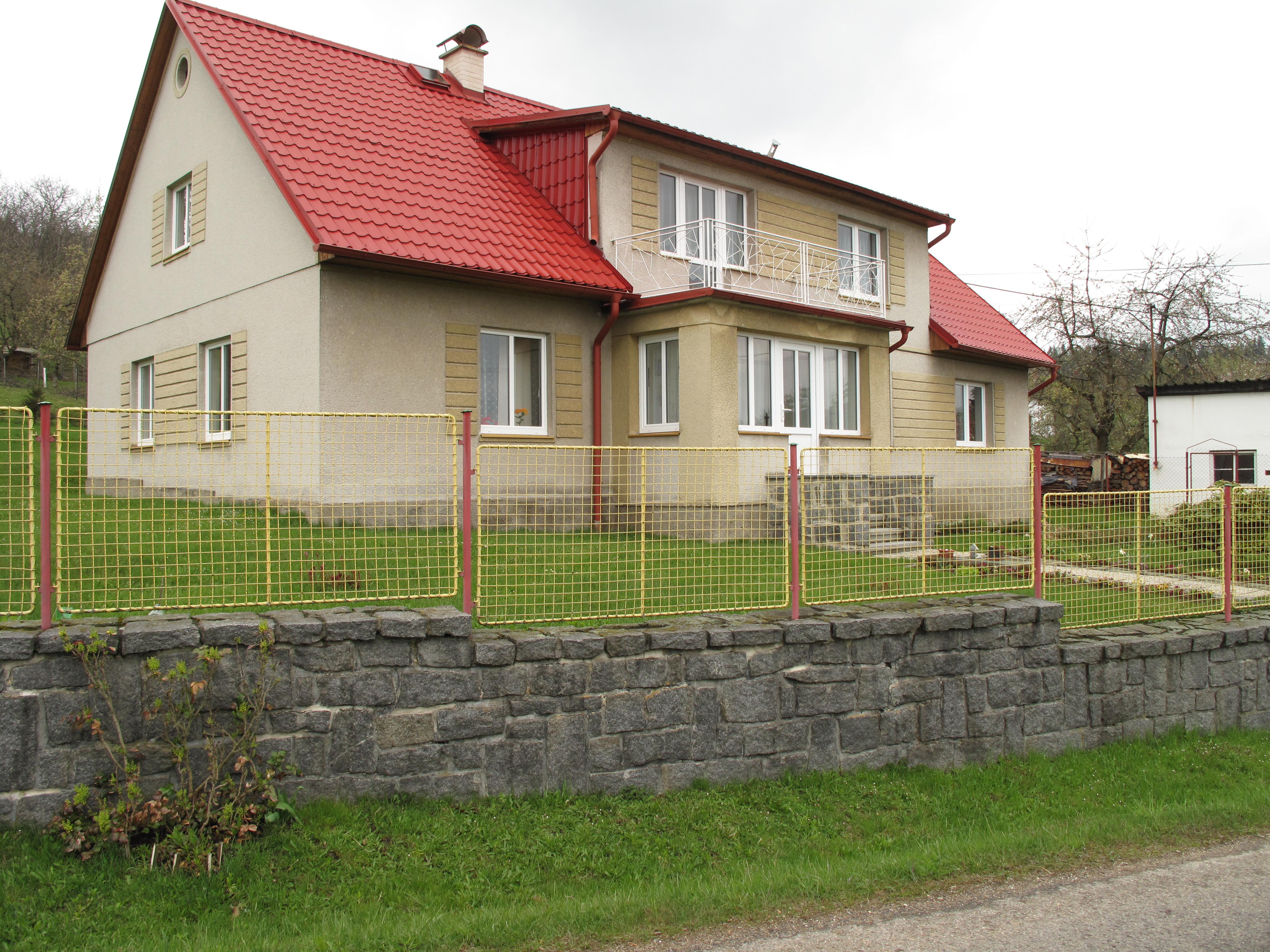
Místní dům
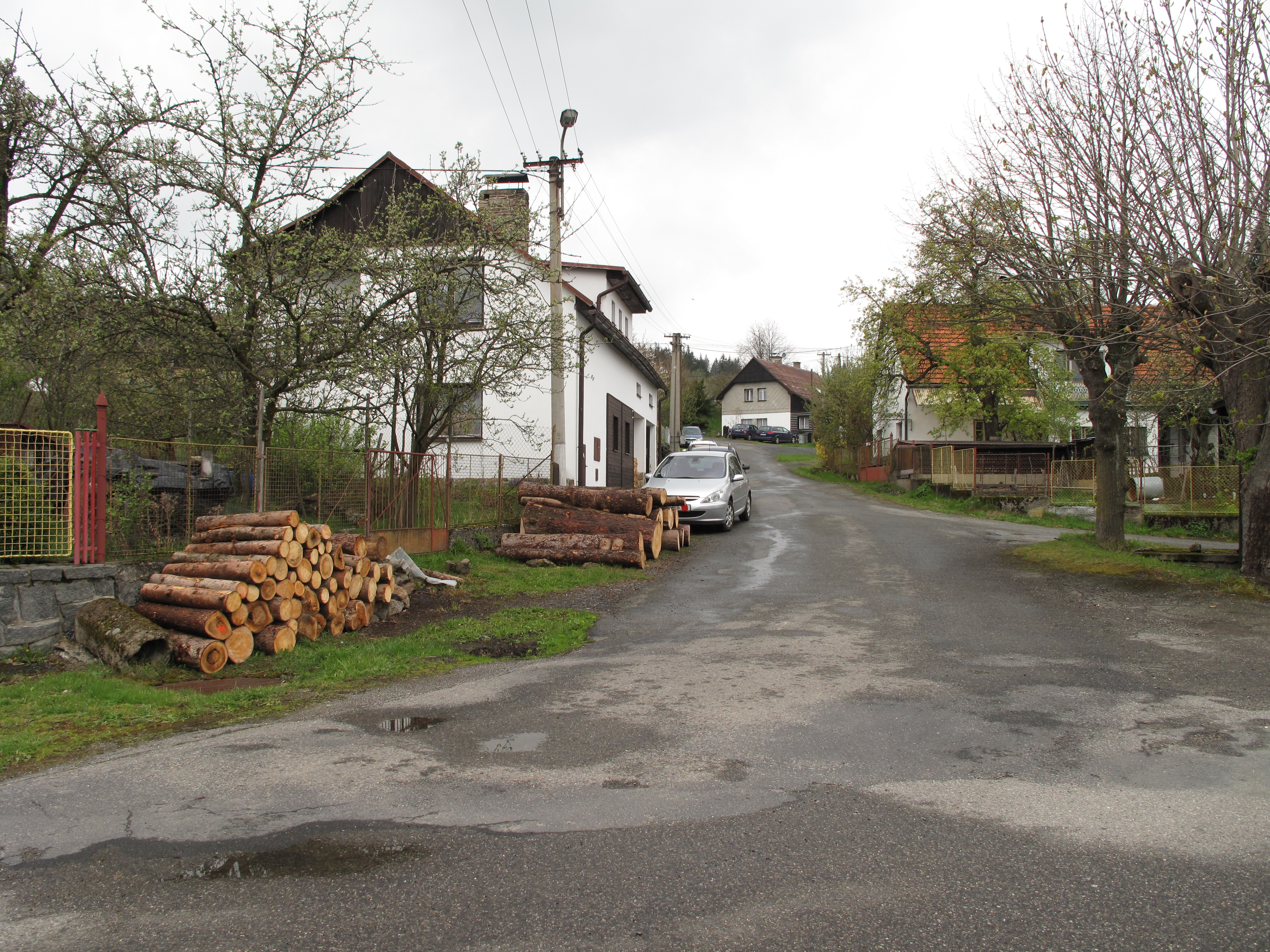
Křižovatka